# Iglesia de Okumi
La iglesia de Okumi (en georgiano: ამბარას ეკლესია; en abjasio: Амбаратә уахәама) un edificio religioso de la iglesia ortodoxa georgiana situada en Okumi, en el distrito de Tkvarcheli de la de facto independiente República de Abjasia, aunque su estatus de iure está dentro de la República Autónoma de Abjasia, parte de Georgia. La iglesia fue construida a principios del siglo XI y reconstruida en el siglo XIX.

## Historia
La iglesia está dedicada a la Anunciación y fue construida íntegramente en los últimos años del reinado de Bagrat III, rey de Abjasia y Georgia, a principios del siglo XI. Su principal promotor fue el eristavi Emjbebi (o también conocido como Emujvarebi). A principios del siglo XVIII fue incendiada por la invasión de los otomanos. La iglesia, en su forma actual, fue reconstruida sobre una base existente en el siglo XIX.
En 2008, de acuerdo con el Patriarcado de Georgia, el edificio de la iglesia se sometió a trabajos de conservación: se fortalecieron los cimientos, se limpió la iglesia de los escombros y la basura acumulada a lo largo de los años, se cubrió completamente con papel de aluminio, se colgaron y cambiaron las puertas de metal a juego con la arquitectura de la iglesia georgiana.
Georgia ha inscrito la iglesia en su lista de patrimonio cultural pero no tiene control efectivo sobre la zona, por lo que es imposible realizar labores de conservación y de estudio de la iglesia. 